# Parnassius staudingeri
Parnassius staudingeri är en fjärilsart som beskrevs av Bang-haas 1882. Parnassius staudingeri ingår i släktet Parnassius och familjen riddarfjärilar. Inga underarter finns listade i Catalogue of Life.

## Bildgalleri

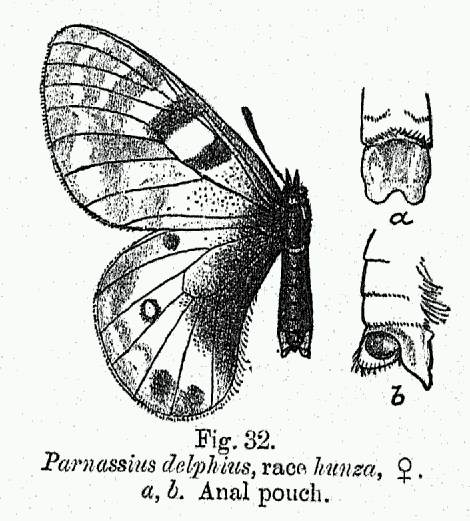
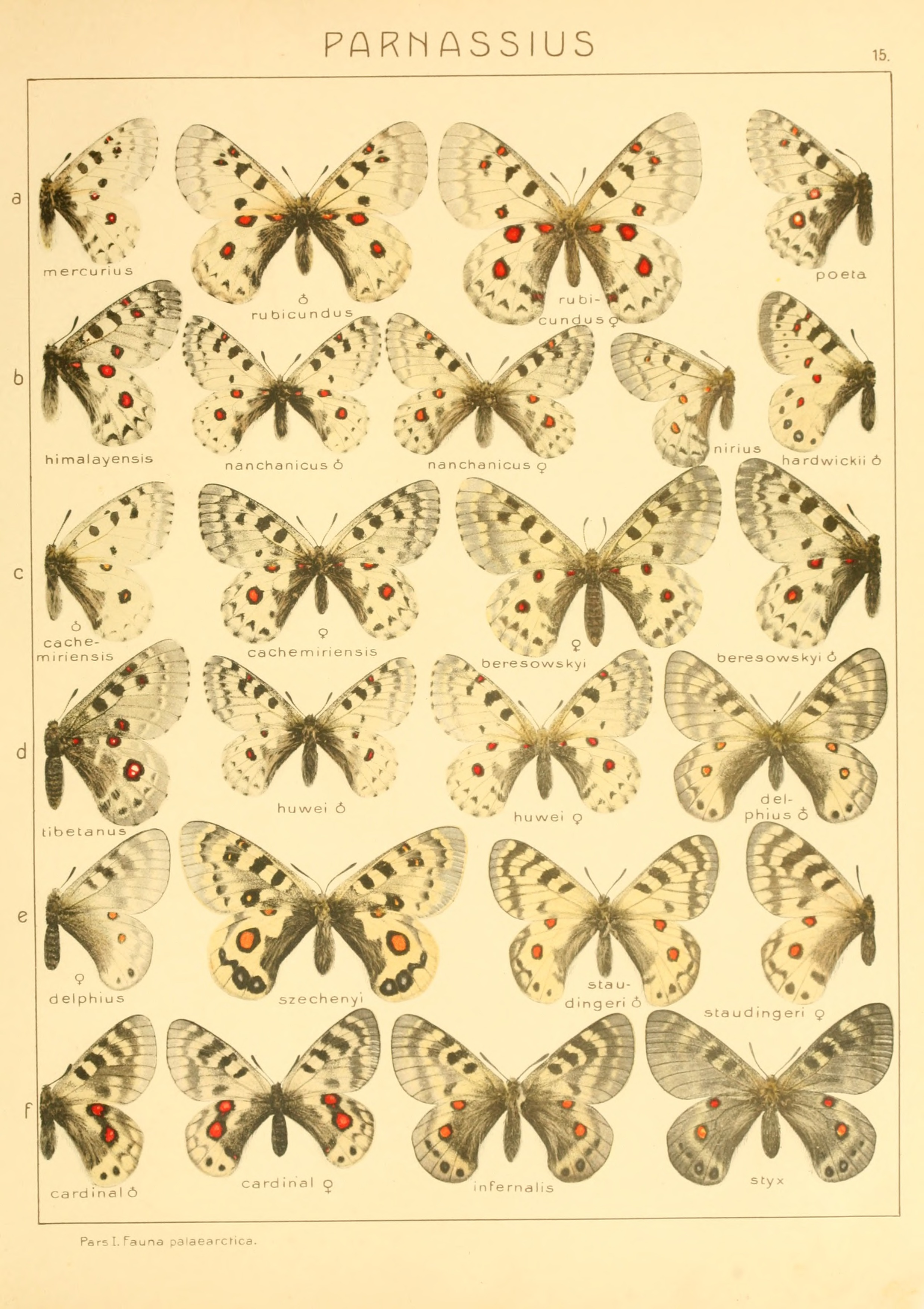
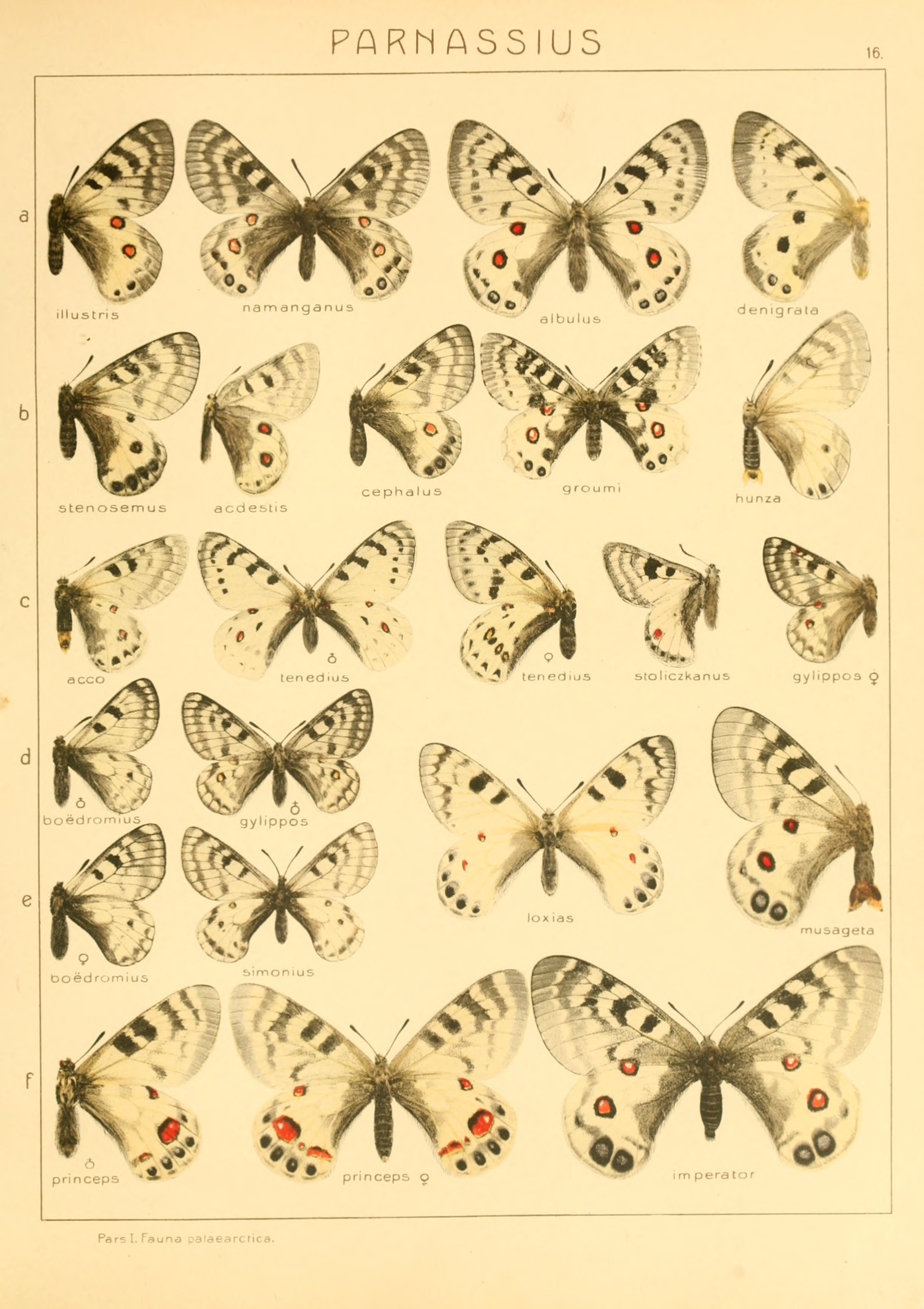
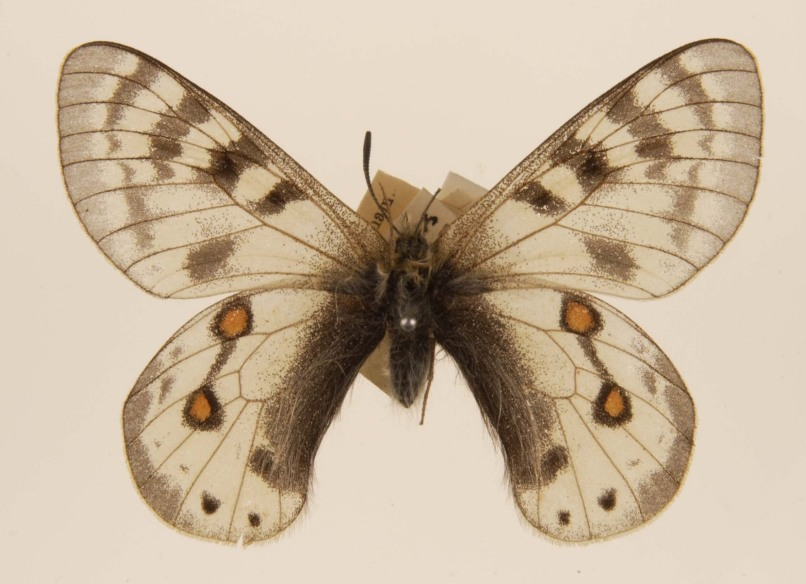